# Jurassic World Rebirth
Jurassic World Rebirth er en amerikansk film fra 2025 instrueret af Gareth Edwards.

## Medvirkende
- Scarlett Johansson som Zora Bennett
- Mahershala Ali som Duncan Kincaid
- Jonathan Bailey som Dr. Henry Loomis
- Rupert Friend som Martin Krebs
- Manuel Garcia-Rulfo som Reuben Delgado
- Luna Blaise